# Dionisio Vivián
Dionisio Vivián Beltraquin (Paysandú, 29 de octubre de 1951) es un político uruguayo que pertenece al Movimiento de Liberación Nacional - Tupamaros (MLN-T) e integra el Movimiento de Participación Popular (MPP), Frente Amplio. Durante la legislatura comprendida entre el 15 de febrero de 2010 y el 1 de marzo de 2015 fue representante nacional por el departamento de Canelones.

## Biografía
Dionisio Vivián es el hijo menor de Próspero Vivián, jubilado del ferrocarril, y Analia Beltraquín, ama de casa. Tiene dos hermanos: José Danilo y Luis Iván.
Cursó primaria en la escuela n.º 64 de Tambores. En el año 1965, se mudó a Montevideo y realizó sus estudios secundarios, como pupilo, en los talleres de Don Bosco, en donde en cinco años se diplomó de Mecánico Tornero.
Más tarde cursó en el CNC (Control Numérico Computarizado) tornos y fresas y también dibujos-programas.
Desde el año 1970 a 1976 vivió en una pensión ubicada en Hocquard y Batoví.  En el año 1976 se mudó a Canelones, a la ciudad de Las Piedras y más adelante en el año 1992 a la ciudad de La Paz, donde reside.

## Trayectoria política
En el año 1970 empezó su militancia política y sindical. Es uno de los cofundadores del Frente Amplio.
En el plano sindical participó en la dirección de la UNTMRA (Unión Nacional de Trabajadores del Metal y Ramas Afines) y posteriormente en la dirección del STIQ (Sindicato de Trabajadores de la Industria Química), en el grupo caucho en los consejos salariales.
Es integrante, desde el año 1983, del Movimiento de Liberación Nacional – Tupamaros. En el año 1989 participó de la fundación del MPP. 
Anteriormente, en el año 1983, integró en Las Piedras el comité “El Obelisco” y desde el año 1992 hasta la fecha se encuentra participando en el comité “Ayuí” de La Paz, habiendo sido delegado por las bases de Canelones en el Plenario Nacional durante el período 2003 - 2005.
Actualmente, es presidente de la Comisión de Seguridad Social de la Cámara de Diputados, donde ha participado en eventos en el exterior como invitado especial por el CIESS de México (Centro Interamericano de Estudios de Seguridad Social) con el fin de ampliar las relaciones en Seguridad Social e internacionalizar los derechos sociales de los trabajadores.
También participa en la Comisión de Legislación del Trabajo de la Cámara de Representantes.